# Yomuq
Yomuq (em persa: يموق, e Yomuq na forma Latina), é uma vila do Distrito rural de Shirin Su, que fica ao Norte da Província Coração, Irã. No censo realizado no ano de 2006, a população da Vila era de 512 pessoas, com 110 famílias.